# ТОР «Комсомольск»
Территория опережающего социально-экономического развития «Комсомольск» — территория в Хабаровском крае России на которой действует особый правовой режим предпринимательской деятельности. Образована в 2015 году. На конец 2021 года на территории зарегистрировано 23 резидента, общая сумма заявленных инвестиций составляет 38,9 млрд рублей.

## Развитие территории
ТОР «Комсомольск» стала одной из первых территорий опережающего развития на Дальнем Востоке, будучи созданной в соответствии с Постановлением Правительства РФ от 25 июня 2015 года № 629. Впоследствии территорию расширяли трижды: в 2017 году, в январе 2018 года и в апреле 2018 года. Расширение территории связано с ориентацией на потребности инвесторов.
В сентябре 2017 года ТОР «Комсомольск» получила дополнительное финасирование в объеме 1 млрд рублей. Еще 0,47 млрд рублей было получено в ноябре 2018 года.
ТОР расположена на следующих территориях:
- г. Комсомольск-на-Амуре (площадки «Парус», «Агропромышленный кластер», «Амурлитмаш»);
- г. Амурск (площадка «Амурск»);
- Солнечный муниципальный район (площадки «Холдоми», «Березовый», «Оловянно-рудная»);
- Верхнебуреинский муниципальный район (площадка «Правоурмийское»).

## Характеристики
Общая площадь ТОР «Комсомольск» составляет 9350 гектаров. Территория подразделяется на четыре площадки: «Парус» (высокотехнологичные предприятия, производства по механической обработке деталей, режущего инструмента и композитных материалов — 460 гектаров), «Холдоми» (горнолыжный курорт — 272 гектара), «Амурлитмаш» (механообрабатывающее производство, машиностроение, пищевая промышленность — 60 гектаров), «Амурск» (различные виды производства — 7721 гектаров).

## Резиденты
В период 2015—2020 гг. резиденты ТОР «Комсомольск» инвестировали в экономику Хабаровского края около 12 мрлд рублей, при этом было создано более 2 тыс. рабочих мест. По состоянию на конец 2021 года на территории зарегистрировано 23 резидента, общая сумма заявленных инвестиций составляет 38,9 млрд, при этом планируется создание 4019 рабочих мест.
В феврале 2022 года резидентом территории планирует стать ООО «Амур Минералс», которое реализует проект строительства крупнейшего в России медного горно-обогатительного комбината на Малмыжском медном месторождении. Бюджет проекта оценивается в 248 млрд рублей.